# North Bay Battalion
North Bay Battalion är ett kanadensiskt proffsjuniorishockeylag som har spelat i Ontario Hockey League (OHL) sedan 2013. De har dock sitt ursprung från den 3 december 1996 när Brampton Battalion grundades och nästan två år senare anslöt de sig till OHL.
Laget spelar sina hemmamatcher i inomhusarenan North Bay Memorial Gardens, som har en publikkapacitet på 4 246 åskådare, i North Bay i Ontario. Battalion har ännu inte vunnit någon av Memorial Cup eller J. Ross Robertson Cup, som är trofén som ges till det vinnande laget av OHL:s slutspel.
De har fostrat spelare som bland andra Michael Amadio, Barclay Goodrow, Nick Paul och Ben Thomson.